# Bobbie Traksel
Bobbie Traksel, nascido a 3 de novembro de 1981 em Tiel, é um exciclista neerlandês. Profissional entre 2001 e 2014, conseguiu o seu maior sucesso ao ganhar a Kuurne-Bruxelas-Kuurne em 2010. Actualmente trabalha como comentarista de ciclismo em holandês para as retransmisões da Eurosport nos Países Baixos e Bélgica.

## Palmarés
- 2000
  - Tour de Flandres sub-23
  - Zuid Oost Drenthe Classic

- 2002
  - Veenendaal-Veenendaal
  - 1 etapa da Volta à Saxónia
  - 1 etapa da Ster Elektrotoer

- 2004
  - Tour de Frise (ex-aequo com 21 ciclistas)

- 2007
  - 1 etapa da Boucles de la Mayenne

- 2008
  - Três Dias de Flandres Ocidental, mais 1 etapa
  - 1 etapa da Volta a Extremadura
  - Grande Prêmio do 1º de Maio
  - 1 etapa do Tour de Olympia

- 2010
  - Kuurne-Bruxelas-Kuurne